# 国主
江戸幕藩体制における国主（こくしゅ）は、近世江戸時代の大名の格式のひとつで、領地が一国以上である大名を言い、太守、国持大名ともいう。また、大名家をその居地・居城から格付けする国主（国持大名） - 準国主 - 城主 - 城主格 - 無城（陣屋）のうちの一つである。ここでは国主・準国主について記述する。大国守護でありながら管領や御相伴衆にならない家柄をさす中世室町時代の国持衆が語源。本国持10家（後12家）及び一国持ちではないが、大領を有した大身国持がある。 
陸奥国・出羽国についてはその領域が広大であることから、一部しか支配していない仙台藩（伊達氏）・盛岡藩（南部氏）・秋田藩（佐竹氏）・米沢藩（上杉氏）を国主扱いにしている。また肥後国には熊本藩の他に人吉藩や天草諸島（唐津藩領、島原の乱以後は天領）があったが、熊本藩を国主扱いにしている。逆に、国の範囲が狭少であることから壱岐一国一円知行の松浦肥前守（平戸藩）、桃山時代に国域が狭少になった志摩一国一円知行の九鬼氏・稲垣氏（鳥羽藩）はそれぞれ国主・国持とはされない。小浜藩（酒井氏）は若狭一国および越前敦賀郡を領するも本家である姫路藩酒井氏との釣り合いから国持とはされない（ただし酒井忠勝は徳川家光により一代限りの国持となったとされる）。
また、大身であっても徳川御三家、松平肥後守（会津藩）、松平讃岐守（高松藩）、井伊掃部頭（彦根藩）、久松家（松山藩）（桑名藩）も国主・国持という家格には加えない（御三家は別格であり、会津藩松平家・高松藩松平家・井伊家も代々将軍の執務席に最も近く格式の高い溜之間を伺候席とする「常溜」であり、特別な家格を有していた）。
また、一部に四品に昇任する家系を国主格ということもある。

## 国主・国持大名の基準
時代により「国持十四家」から「国持二十家」まで呼び方に差があるが、名数や歴史の辞典などでは「国持十八家」での掲載が多い。
（南部が従五位下・奏者番伝謁、有馬が無城、福井が25万石に減封時、柳沢が川越7万石、津山が5万石に減封、宗が2万石格の時期は国主ではない）
1. 家督時に四品（従四位下）侍従以上に叙任。部屋住の初官は従四位下以上で、五位叙任のない家。
2. 参勤交代で参府・出府時、将軍に拝謁以前に上使として老中が大名邸に伝達にくる栄誉をもつ家。
3. 石高での下限は確定できない[9]。

とされるが、例外もある。
国主・国持大名のうち、山内家を除く松平姓の家と、鎌倉府および室町幕府の重臣であった上杉家（宗尊親王の近侍・勧修寺重房より）・細川家（足利義詮の執事・細川清氏より）は世嗣の殿上元服・賜諱（偏諱の授与）がある。
また、一部の国主・国持大名は、
「武家官位として、通常の実体のない『@@守』等ではなく、自分の領国の国司（守、親王任国の常陸・上総・上野は介）を名乗ること」
を許された。

## 国主の一覧
| 家名                  | 領国             | 城地        | 石高                                               | 伺候席    | 初官           | 経過                    | 極官           | 備考                       |
| --------------------- | ---------------- | ----------- | -------------------------------------------------- | --------- | -------------- | ----------------------- | -------------- | -------------------------- |
| 松平加賀宰相 前田家   | 加賀・能登・越中 | 金沢        | 102万5,000石                                       | 大廊下-下 | 正四位下権少将 | 家督時-権中将/50歳-宰相 | 従三位         | 殿上元服・偏諱             |
| 松平修理大夫 島津家   | 薩摩・大隅・日向 | 鹿児島      | 72万石                                             | 大広間    | 従四位下侍従   | 家督時-権少将           | 従四位上権中将 | 殿上元服・偏諱・薩摩守独占 |
| 松平長門守 毛利家     | 長門・周防       | 萩          | 36万9,000石（関ヶ原後は29万石、江戸初期に高直し）  | 大広間    | 四品           | 家督時-侍従             | 従四位下権少将 | 殿上元服・偏諱             |
| 松平因幡守 因幡池田家 | 因幡・伯耆       | 鳥取        | 32万5,000石                                        | 大広間    | 四品           | 家督時-侍従             | 従四位下権少将 | 殿上元服・偏諱             |
| 松平阿波守 蜂須賀家   | 阿波・淡路       | 徳島        | 25万7,000石                                        | 大広間    | 四品           | 家督時-侍従             | 従四位下権少将 | 殿上元服・偏諱             |
| 松平筑前守 黒田家     | 筑前             | 福岡        | 47万3,000石                                        | 大広間    | 四品           | 家督時-侍従             | 従四位下権少将 | 殿上元服・偏諱             |
| 松平安芸守 浅野家     | 安芸             | 広島        | 42万6,000石                                        | 大広間    | 四品           | 家督時-侍従             | 従四位下権少将 | 殿上元服・偏諱             |
| 松平備前守 備前池田家 | 備前             | 岡山        | 31万5,000石                                        | 大広間    | 四品           | 家督時-侍従             | 従四位下権少将 | 殿上元服・偏諱             |
| 松平土佐守 山内家     | 土佐             | 高知        | 24万2,000石（関ケ原後は9.8万石、江戸初期に高直し） | 大広間    | 四品           | 家督時-侍従             | 従四位下権少将 |                            |
| 宗対馬守 宗家         | 対馬             | 府中 (厳原) | 10万石格                                           | 大広間    | 四品           | 家督時-侍従             | 従四位下権少将 |                            |
| 藤堂和泉守 藤堂家     | 伊勢・伊賀       | 津          | 32万3,000石                                        | 大広間    | 四品           | 家督時-侍従             | 従四位下権少将 |                            |
| 松平出羽守 雲州松平家 | 出雲             | 松江        | 18万6,000石                                        | 大広間    | 四品           | 家督時-侍従             | 従四位下権少将 | 殿上元服・偏諱 御家門      |

| 家名                  | 領国       | 城地   | 石高                                                                             | 伺候席    | 初官         | 経過                 | 極官           | 備考                                       |
| --------------------- | ---------- | ------ | -------------------------------------------------------------------------------- | --------- | ------------ | -------------------- | -------------- | ------------------------------------------ |
| 松平陸奥守 伊達家     | 陸奥仙台   | 仙台   | 62万石→1869年に28万石に減封                                                      | 大広間    | 従四位下侍従 | 家督時-権少将        | 従四位上権中将 | 殿上元服・偏諱・陸奥守独占                 |
| 細川越中守 細川家     | 肥後熊本   | 熊本   | 54万石（支藩含）                                                                 | 大広間    | 四品         | 家督時-侍従          | 従四位下権少将 | 殿上元服・偏諱                             |
| 松平肥前守 鍋島家     | 肥前佐賀   | 佐賀   | 35万7,000石                                                                      | 大広間    | 四品         | 家督時-侍従          | 従四位下権少将 | 殿上元服・偏諱                             |
| 有馬中務大輔 有馬家   | 筑後久留米 | 久留米 | 21万8,000石                                                                      | 大広間    | 四品         | 家督時-侍従          | 従四位下権少将 |                                            |
| 佐竹右京大夫 佐竹家   | 出羽秋田   | 秋田   | 20万5,000石                                                                      | 大広間    | 四品         | 家督時-侍従          | 従四位下権少将 |                                            |
| 上杉弾正大弼 上杉家   | 出羽米沢   | 米沢   | 30万石（1664年に15万石に減封、1866年に18万7千石に加増、1869年に14万7千石に減封） | 大広間    | 四品         | 家督時-侍従          | 従四位下権少将 | 殿上元服・偏諱                             |
| 松平越前守 福井松平家 | 越前福井   | 福井   | 50万石（1686年に25万石、1721年に30万石、1818年に32万石に加増）                   | 大廊下-下 | 四品         | 家督時-侍従          | 従四位下権中将 | 殿上元服・偏諱・越前守独占、御家門         |
| 南部大膳大夫 南部家   | 陸奥盛岡   | 盛岡   | 20万石（はじめ10万石、1808年に20万石に高直し。1869年に13万石に減封）             | 大広間    | 五位         | 家督後30年/50歳-四品 | 権少将         |                                            |
| 松平越後守 津山松平家 | 美作津山   | 津山   | 10万石（のち5万石に減封、1817年に10万石に加増。）                                | 大廊下-下 | 四品         | 家督時-侍従          | 従四位下権中将 | 殿上元服・偏諱・三河守、越後守独占、御家門 |
| 松平美濃守 柳沢家     | 大和郡山   | 郡山   | 15万1,200石                                                                      | 帝鑑間    | 五位         | 家督後-四品          | 従四位下侍従   |                                            |

| 家名                    | 領国       | 城地   | 石高        | 伺候席      | 初官 | 経過              | 極官           | 備考 |
| ----------------------- | ---------- | ------ | ----------- | ----------- | ---- | ----------------- | -------------- | ---- |
| 伊達遠江守 宇和島伊達家 | 伊予宇和島 | 宇和島 | 10万石      | 大広間      | 四品 | 家督後30歳代-侍従 | 従四位下権少将 |      |
| 立花左近将監 立花家     | 筑後柳河   | 柳河   | 10万9,000石 | 柳間→大広間 | 五位 | 家督後-四品       | 従四位下侍従   |      |
| 丹羽左京大夫 児玉丹羽家 | 陸奥二本松 | 二本松 | 10万3,000石 | 柳間→大広間 | 五位 | 家督後-四品       | 従四位下侍従   |      |

## 元は国主・国持大名であったと推察される大名家
- 里見家 - 館山藩（安房）
- 田中家 - 柳河藩（筑後）
- 竜造寺家 - 佐賀藩（肥前）
- 加藤（清正）家 - 熊本藩（肥後）
- 蒲生家 - 会津藩（陸奥）
- 加藤（嘉明）家 - 会津藩（陸奥）
- 堀尾家 - 松江藩（出雲・隠岐）
- 中村家 - 米子藩（伯耆）
- 福島（正則）家 - 広島藩（安芸）
- 筒井家 - 上野藩（伊賀）
- 最上家 - 山形藩（出羽）
- 堀家 - 春日山藩（越後）[16]
- 長沢松平家 - 越後福島藩（越後）[17]
- 越前松平家 - 越前北ノ庄藩（越前）[18]
- 京極家 - 小浜藩「のち松江藩」（若狭）
- 池田家 - 由良成山藩（淡路）
- 酒井家 - 小浜藩（若狭）
- 京極家 - 宮津藩（丹後）
- 森家 - 津山藩（美作）
- 生駒家 - 高松藩（讃岐）
- 毛利家 - 長府藩（長門）
- 小早川家 - 岡山藩（備前）
- 寺沢家 - 唐津藩（肥前）
- 金森家 - 高山藩（飛騨）
- 小笠原家 - 小倉藩・中津藩（豊前）

## 元は準国主・国持並大名であったと推察される大名家
- 織田家 - 天童藩（出羽）…山県大弐事件により降格
- 織田家 - 柏原藩（丹波）…宇陀崩れにより降格